# Suszów
Suszów [pronunciación en polaco: /ˈsuʂuf/] es un pueblo ubicado en el distrito administrativo de Gmina Telatyn, dentro del Condado de Tomaszów Lubelski, Voivodato de Lublin, en Polonia oriental. Se encuentra aproximadamente a 8 kilómetros al este de Telatyn, a 40 kilómetros al este de Tomaszów Lubelski, y a 125 kilómetros al sureste de la capital regional Lublin.